# شش‌پاها
شش‌پاها (نام علمی: Hexapus) نام یک سرده از تیره خرچنگ‌های شش‌پا است.